# Procès de Galilée
 (mars 2021).

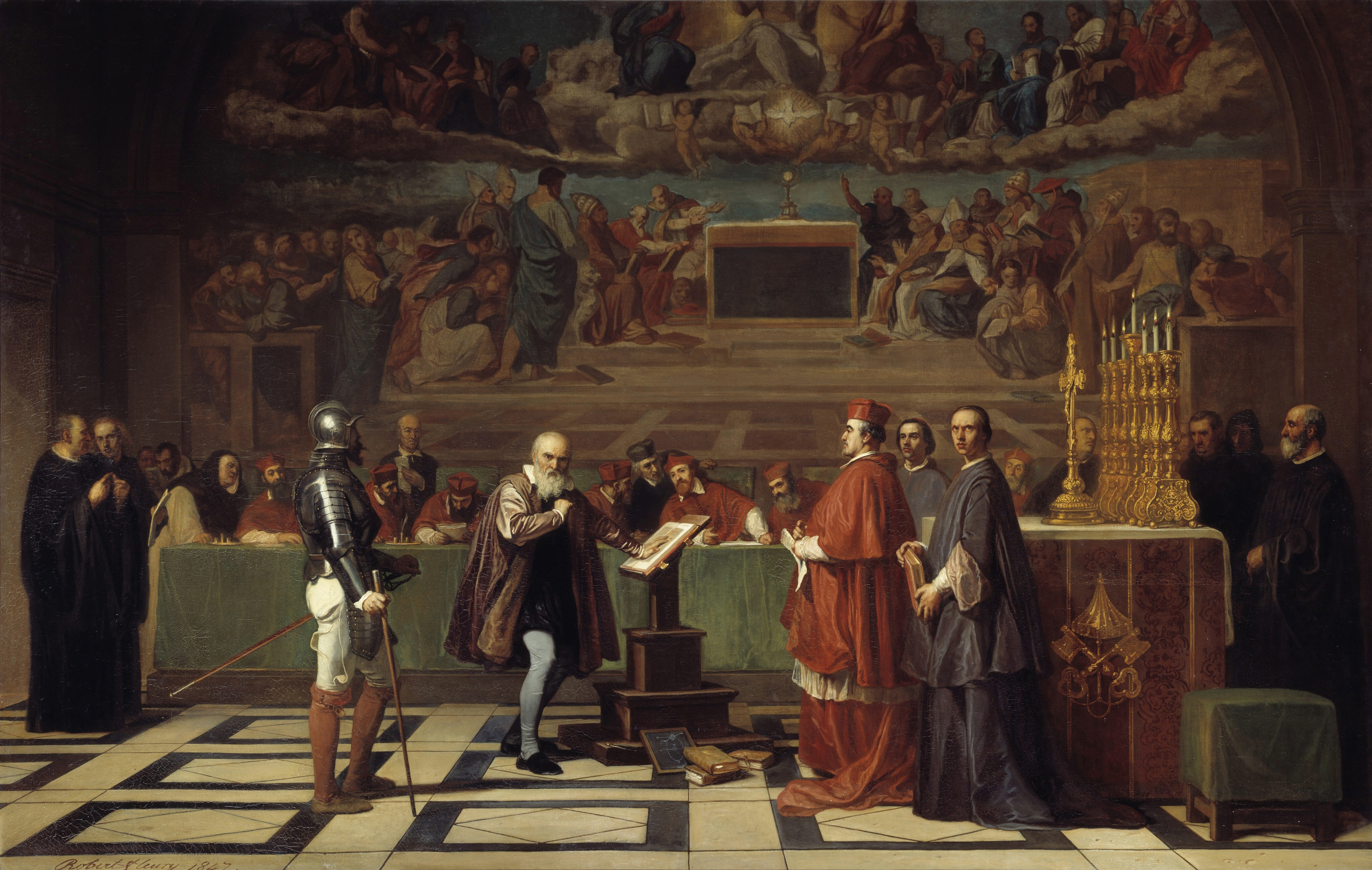
Galilée devant le Saint-Office. Peinture de Joseph-Nicolas Robert-Fleury (1847).

Le procès de Galilée, ou l’affaire Galilée, est l'enquête et la condamnation en 1633 du savant astronome Galilée par l'Inquisition pour avoir critiqué le géocentrisme et soutenu l'héliocentrisme.
L'affaire commence vers 1610, quand Galilée, un mathématicien, géomètre, physicien et astronome italien du XVIIe siècle publie Sidereus nuncius. Il y décrit ses observations astronomiques à l'aide d'une lunette astronomique. Ses observations l'amènent à réfuter le géocentrisme et à confirmer la théorie héliocentrique exposée par le chanoine Nicolas Copernic dans son œuvre Des révolutions des sphères célestes (1543). L'Église catholique s'oppose à cette vision des choses. Elle déclare officiellement hérétique l'héliocentrisme en 1616, met à l'Index les œuvres qui abordent le sujet et interdit à Galilée d'enseigner cette théorie.
Galilée se conforme plus ou moins à l'interdiction de l'Église. L’affaire connaît plusieurs étapes car le pape Urbain VIII avait été le mécène de Galilée et lui avait permis de publier ses travaux sur le système copernicien tant qu’il le présentait comme une simple hypothèse : le véritable conflit date de 1632, lorsque Galilée publie son Dialogue sur les deux grands systèmes du monde, ce qui entraîne son procès. Le savant est condamné en 1633 à l'incarcération, qui est en fait une résidence surveillée jusqu'à sa mort en 1642.

## Contexte
Le géocentrisme, thèse officielle du christianisme à l'époque, considère que la Terre est immobile, située au centre de l'Univers. Le Soleil se déplace, comme les planètes. Cette conception est conforme à une lecture littérale de la Bible.
Une révolution majeure est formulée par Copernic en 1543 dans son Des révolutions des sphères célestes : au lieu de la Terre, c'est le Soleil qui est au centre.
Le soutien de Giordano Bruno à la théorie de Copernic est l'un des motifs de son procès et de sa condamnation à mort en 1600. 
En 1615, le carme Paolo Antonio Foscarini publie un livre destiné à prouver que l'astronomie copernicienne ne contredit pas les Écritures. L'Inquisition romaine ouvre alors une procédure d'enquête et, en 1616, le livre de Foscarini est interdit.
Dans le même temps, plusieurs ouvrages sur l'astronomie copernicienne, y compris une œuvre de Kepler, sont placés dans l'Index Librorum Prohibitorum. Kepler, contemporain de Galilée, a étudié le mouvement des planètes d'un point de vue héliocentrique, en proposant l'hypothèse de trajectoires elliptiques. Les lois de Kepler seront expliquées plus tard par la théorie de la gravitation universelle de Newton. L'œuvre principale de Copernic, Des révolutions des sphères célestes, n'est pas interdite mais « suspendue ».

## Les observations de Galilée
Galilée, convaincu par l'héliocentrisme, ne s'engage dans le débat qu'en 1609-1610, époque où il devient le mathématicien et philosophe du grand-duc de Toscane.
Grâce à la lunette astronomique qui vient de naître, il peut répondre à certaines objections faites à l'héliocentrisme. Alors que, pour Ptolémée, la Terre est composée de roches, corps lourd, stable, et donc placée au centre de l'univers, Galilée découvre que la Lune elle aussi est couverte de montagnes : or personne ne conteste qu'elle se déplace dans l'espace. 
Galilée publie en 1610 le Sidereus Nuncius (Le Messager céleste). Il a l'appui de l'Académie des Lyncéens. Il est soutenu par les jésuites du Collège romain, qui confirment ses observations, mais en ajoutant que cela ne prouve pas l'héliocentrisme. Les jésuites soutiennent plutôt le Danois Tycho Brahé, qui propose une synthèse entre Copernic et Ptolémée. Tycho met la Terre au centre de l'Univers, le Soleil tourne autour de la Terre, et toutes les autres tournent autour du Soleil. 
L'Inquisition s'en mêle. Elle interdit de discuter de l'héliocentrisme mais ne condamne pas formellement Galilée. Celui-ci publie en 1632 son Dialogue entre les deux plus grands systèmes du monde. Il y présente l'héliocentrisme comme étant le système le plus vrai. Il s'exprime en italien, comme une provocation, puisque le livre pourra être accessible à un large public cultivé.
Le problème posé par le système de Galilée est qu'il contredit la doctrine de l'inerrance biblique. Galilée reconnaît l'autorité de la parole de la Bible pour le salut des hommes, mais estime que, pour tout ce qui ne concerne pas le salut, les écrivains bibliques se sont fiés aux connaissances de leurs lecteurs et au sens commun.
Comme Galilée écrit au moment où l'Église catholique est en conflit avec la Réforme protestante, il est soupçonné. Une enquête  est ouverte sur lui en 1615, et il se défend par une lettre.

## Défense de Galilée: sa lettre de 1615
Galilée adresse à sa protectrice, la grande-duchesse Christine de Lorraine, une lettre d'environ 25 pages.
Il y fait sa défense en disant :
- que ses observations sont des découvertes, la force des faits : ça existe, on ne peut pas les nier. On s'attache sinon à l'opinion, et pas à la vérité.
- que les professeurs aristotéliciens sont contre lui.
- que les théologiens n'ont pas bien compris l'Écriture, par la citation de saint Augustin (De Genesi ad Litteram, lib. sec., cap. 18) : Proposition de suspendre notre opinion sur certaines interprétations.

Persuadé qu'on ne le combat pas pour ses positions astronomiques et philosophiques, mais pour des raisons religieuses, Galilée va chercher à montrer qu'il est meilleur chrétien que les autres.
Il mentionne pour cela le patronage des papes Léon X, Paul III sur les travaux de Copernic, et montre qu'il n'y a eu jusqu'alors aucune condamnation de Copernic. Le livre de Copernic ne sera en effet condamné qu'après l'affaire Galilée.
Il ne porte pas des raisonnements sur la foi, et sépare bien le savoir profane du savoir touchant à la foi. Pour lui, d'un côté se trouvent les observations scientifiques, de l'autre les Saintes Écritures ; elles ne se mélangent pas.
Il défend qu'il n'y a pas de contradiction : dès lors que Dieu est créateur, ce que l'on en observe dans la création n'est pas contradictoire avec la Parole de Dieu.
Contre le fait de s'arrêter à une lecture littérale de la Bible, il montre que c'est aux savants d'expliquer comment l'univers s'est formé.
Il prend l'exemple d'une lecture littérale qui contredirait Dieu : si on lit littéralement la Bible, il arrive à Dieu de se mettre en colère, d'avoir des mains, etc.
Pour Galilée, il y a une légitimité du savoir scientifique sur Dieu : c'est lui qui a formé en l'Homme la raison, c'est pour qu'on s'en serve.
Galilée fonde donc toute sa défense sur l'accommodement de l'Écriture non sur la faiblesse des peuples sur leur compréhension des phénomènes naturels, mais l'autorité de la Bible est uniquement pour ce qui est proprement religieux.

## Réactions à cette lettre et à ses théories
Le cardinal Bellarmin, un jésuite, savant, membre du Saint-Office (donc de l'Inquisition), le plus influent dans Rome de l'époque (il est presque le second du pape), est allé observer avec Galilée la Lune et Vénus dans la lunette astronomique. Il accepte d'admettre l'héliocentrisme, mais comme simple hypothèse permettant de rendre compte des phénomènes observés. Pour Bellarmin, ce n'est qu'une hypothèse, meilleure que les autres, mais s'aventurer au-delà reviendrait à contester la théologie thomiste et la vérité de l'Écriture. Il écrit dans une lettre du 12 avril 1615 :

« Vouloir affirmer que vraiment le Soleil est au centre du monde et ne tourne en lui-même sans courir d’est en ouest, et que la Terre est dans le troisième ciel et tourne à une vitesse suprême autour du Soleil, est très dangereux et risque non seulement d’irriter les philosophes et les théologiens scolastiques, mais aussi de nuire à la Sainte Foi en rendant fausses les Saintes Écritures. »

En 1615-1616, Galilée se rend à Rome et cherche à convaincre le plus de monde possible, de manière parfois brutale, ce qui lui vaudra de se faire quelques ennemis. Il réussit même à se brouiller avec une partie des jésuites, en affirmant être le premier à observer les taches solaires. Alors que le jésuite allemand Scheiner revendique l'antériorité. Et par esprit de corps, les jésuites soutiennent plutôt le jésuite que Galilée.
Finalement, le 5 mars 1616, l'Inquisition déclare philosophiquement absurdes et hérétiques deux propositions mais non la personne de Galilée :
- que le Soleil est en repos au centre de l'univers ;
- que la Terre tourne autour du Soleil.

En conséquence, le Des révolutions des sphères de Copernic est mis à l'Index (jusqu'en 1835). Le Sidereus Nuncius, où Galilée ne fait part que de ses observations, n'est pas mis à l'Index. C'est la décision inspirée de Bellarmin, qui voulait un compromis.
Le système de Ptolémée, dans la condamnation de 1616, n'est pas déclaré juste mais seulement plus utile pour calculer la position des planètes. Seul le créateur, Dieu, peut connaître avec certitude le vrai système du monde. Les connaissances humaines, elles, sont toujours incertaines. Bellarmin explique à Galilée qu'il n'y a pas de sanction contre lui, simplement on lui défend de soutenir la position de l'héliocentrisme.

## Condamnation
Galilée, persuadé d'avoir raison, publie en 1632, son Dialogue sur les deux grands systèmes du monde où il présente l'héliocentrisme comme une bonne hypothèse. Il ne soutient pas l'héliocentrisme pour ne pas contrevenir à la déclaration de 1616, mais montre que l'héliocentrisme est meilleur. Alors que Copernic, dans sa Préface, présentait les deux systèmes d'un point de vue de neutralité, et concluait sur la toute-puissance de Dieu, Galilée, lui, publie sans préface ni conclusion.
Urbain VIII doit, dans le contexte de guerres des religions, faire preuve d'autorité. Galilée va faire office de bouc émissaire. Le déclenchement de son procès est notamment lié au fait que, dans le Dialogue, Galilée met dans la bouche du personnage de l'aristotélicien de nombreuses citations de son ami le pape Urbain VIII.
Il est condamné en 1633. La condamnation porte sur la désobéissance de Galilée. Il lui est interdit d'aborder de nouveau le sujet, et il doit s'exiler à Florence et à Sienne. Et il doit se rétracter par une abjuration, moyennant quoi l'Inquisition le laissera libre. Ce jugement relativement modéré pour l'époque, permet de sauver à la fois Galilée et le pontificat d'Urbain VIII.

## Postérité
L'enjeu de ce procès est devenu une opposition science-religion.
Il est probable que la théorie de l'héliocentrisme était déjà majoritaire chez les astronomes, mais le danger à la défendre était grand. Bien qu'ancienne (Aristarque de Samos avait expliqué que la Terre tournait autour du soleil dès le IIIè siècle avant J.-C.) elle est combattue violemment par les religions catholique comme protestante. Nicolas Copernic avait ainsi proposé plus d'un siècle plus tôt, vers 1513, ce modèle héliocentrique, la Terre et toutes les planètes connues à l'époque gravitant en cercles concentriques autour du soleil, mais il fut condamné par Luther. En 1609, Johannes Kepler établit avec plus de précision un modèle du système solaire, avec des modèles d’orbites elliptiques, dont le Soleil est un de leurs foyers.
Le procès de Galilée a eu pour conséquence que Descartes a renoncé à publier son Traité du monde et de la lumière, dans lequel il adoptait une position copernicienne.
Ce procès est resté dans les mémoires comme le symbole d'une Église réactionnaire, dédaignant le progrès des sciences.

## Repentance de l'Église catholique

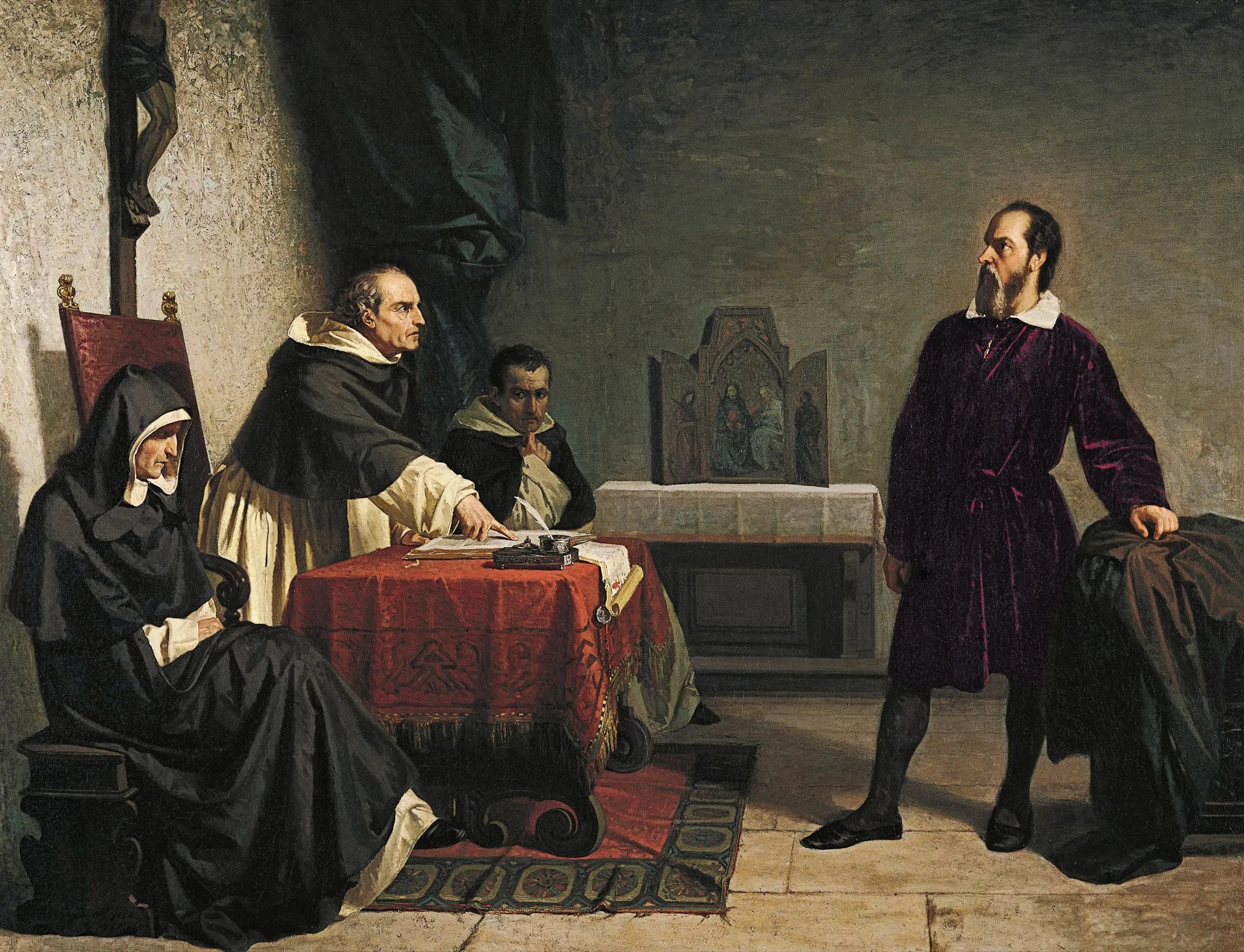
Galilée face à l'inquisition. Tableau du peintre italien Cristiano Banti, 1857.

Dans son discours aux participants à la session plénière de l'Académie pontificale des sciences le 31 octobre 1992, Jean-Paul II a reconnu les erreurs de « la plupart » des théologiens de l'époque dans l'affaire Galilée
 :

« Comme la plupart de ses adversaires, Galilée ne fait pas de distinction entre ce qu’est l’approche scientifique des phénomènes naturels et la réflexion sur la nature, d’ordre philosophique, qu’elle appelle généralement. C’est pourquoi il a refusé la suggestion qui lui était faite de présenter comme une hypothèse le système de Copernic, tant qu’il n’était pas confirmé par des preuves irréfutables. C’était pourtant là une exigence de la méthode expérimentale dont il fut le génial initiateur. [... ] La science nouvelle, avec ses méthodes et la liberté de recherche qu'elle suppose, obligeait les théologiens à s'interroger sur leurs propres critères d'interprétation de l'Écriture. La plupart n'ont pas su le faire. Paradoxalement, Galilée, croyant sincère, s'est montré plus perspicace sur ce point que ses adversaires théologiens : « Si l'Écriture ne peut errer, écrit-il à Benedetto Castelli, certains de ses interprètes et commentateurs le peuvent, et de plusieurs façons ». On connaît aussi sa lettre à Christine de Lorraine (1615) qui est comme un petit traité d'herméneutique biblique. [...] La majorité des théologiens ne percevaient pas la distinction formelle entre l'Écriture sainte et son interprétation, ce qui les conduisit à transposer indûment dans le domaine de la doctrine de la foi une question de fait relevant de l'investigation scientifique. »

Plusieurs spécialistes considèrent que cette déclaration tend à minimiser les erreurs de l'Église : en effet, cette déclaration ne contient aucune allusion aux responsabilités d'Urbain VIII et de l'Inquisition, elle ne fait pas non plus référence à l'interdiction de 1616 et elle considère Galilée comme coresponsable de sa condamnation parce qu'il n'a pas respecté la méthode expérimentale pour apporter les preuves de l'héliocentrisme.

#### Bases de données et dictionnaires
- Notice dans un dictionnaire ou une encyclopédie généraliste :   - Universalis